# Rita Bottero
Margherita Bottero detta Rita (Limone Piemonte, 27 luglio 1937 – Limone Piemonte, 6 agosto 2014) è stata una fondista italiana.

## Biografia
Nata a Limone Piemonte, in provincia di Cuneo, nel 1937, prese parte ai Mondiali di Falun 1954, nella staffetta 3x5 km con Fides Romanin e Ildegarda Taffra, terminando sesta in 1'15"14.
A 18 anni partecipò ai Giochi olimpici di Cortina d'Ampezzo 1956, nella 10 km, conclusa al 30º posto con il tempo di 44'03", e nella staffetta, insieme a Fides Romanin e Ildegarda Taffra, chiusa in ottava posizione in 1h16'11".
Ai campionati italiani vinse un argento nel 1956 nella 10 km.
Morì nel 2014, a 77 anni.